# Teatr Wytwórnia

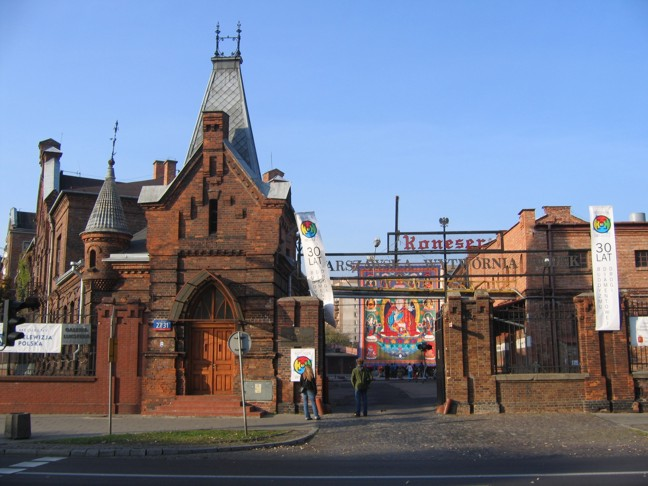
Wytwórnia Wódek "Koneser"

Teatr Wytwórnia – warszawski teatr offowy na Pradze. 
Teatr mieścił się w Warszawie przy Ząbkowskiej 27/31 (wejście: róg ulic Markowskiej i Białostockiej), niedaleko Dworca Wileńskiego. Istniał od listopada 2005 do grudnia 2010.
Teatr założyła grupa dramaturgów i reżyserów: Janusz Owsiany, Małgorzata Owsiany, Radek Dobrowolski,Jacek Papis i Monika Powalisz w postindustrialnych budynkach na terenie Wytwórni Wódek Koneser. W sierpniu 2005 przeprowadzili remont zabudowań po wytwórni wódek budując scenę, salę prób, garderoby. Pod koniec remontu z państwowych pieniędzy powstały schody przeciwpożarowe. W listopadzie odbyła się pierwsza premiera. 
Przy Teatrze działała Mini Wytwórnia - scena dla dzieci oraz szkoła tańca współczesnego – Wytwórnia Tańca. Warsztaty Praga w ruchu czy Move It obejmowały pracę z ciałem, ruch a także pracę z obrazem i dźwiękiem. Teatr organizował też "Terminowanie u Mistrzów" - warsztaty dramaturgiczne i reżyserskie dla licealistów. 
W Wytwórni oprócz przedstawień dramatycznych, spektakli teatru tańca i czytań współczesnych dramatów można było zobaczyć wystawy plastyczne.
Teatr Wytwórnia w sierpniu 2006 roku zorganizował pierwszą edycję Praskiego Przeglądu Teatralnego Hajdpark, który odbywał się potem cyklicznie co roku w lecie.
Redakcja "WIK Wprost i Kultura" przyznała Teatrowi „Znak na Tak!”. Teatr przy Markowskiej otrzymał również nagrodę „Stolica przyjazna dzieciom”.
Teatr zakończył działalność w grudniu 2010. 
Nowy właściciel całego terenu Wytwórni Wódek Koneser planuje na tym miejscu kompleks apartamentów. 
W przyszłości "Koneser" będzie nadal promował praskie wydarzenia artystyczne i wspierał kulturowy nurt przemian prawobrzeżnej Warszawy